# .ss
.ss دامنه اینترنتی اختصاص داده شده به سودان جنوبی است.